# Thomas Ammann (Journalist)
Thomas Ammann (* 1956) ist ein deutscher Journalist und TV-Produzent. Vom 1. Oktober 2014 bis zum 31. Dezember 2018 war er stellvertretender Chefredakteur des Stern.
Nach einer Ausbildung zum Kfz-Schlosser studierte Ammann Visuelle Kommunikation mit Studienschwerpunkt Dokumentarfilm an der Hochschule für bildende Künste Hamburg.  Von 1983 bis 1992 arbeitete Ammann für das NDR Fernsehen. 1993 wurde Ammann Geschäftsführender Leitender Redakteur bei „Spiegel TV“ sowie Chefredakteur des Pay-TV-Kanals „Spiegel TV Digital“. Ab 2008 war er Redaktionsleiter und Autor der TV-Produktionsfirma Agenda Media.
Ammann ist Autor bzw. Co-Autor zahlreicher Fernsehdokumentationen, darunter „Von Auschwitz nach Entebbe“, „Apokalypse in Le Mans“ und der Arte-Reportage „Der geplünderte Staat“, die mit dem dritten Preis des Helmut-Schmidt-Journalistenpreises ausgezeichnet wurde. Zusammen mit Stefan Aust veröffentlichte Ammann „Hitlers Menschenhändler“, „Die Porsche-Saga: Eine Familiengeschichte des Automobils“ sowie „Die digitale Diktatur – Totalüberwachung, Datenmissbrauch, Cyberkrieg“.